# مقاطعة دير (كارولاينا الشمالية)
مقاطعة دير (بالإنجليزية: Dare County)‏ هي إحدى مقاطعات ولاية كارولاينا الشمالية في الولايات المتحدة الأمريكية. مركز المقاطعة أو مقعدها هي مدينة مانتيو. تأسست هذه المقاطعة سنة 1870.أصل هذه المقاطعة يأتي من: مقاطعة كوريتوك, مقاطعة هايد, ومقاطعة تايريل.